# دورة شهرية (ثدييات)
الدورة الشهرية أو الحيض هو تساقط بطانة الرحم. يحدث بشكل منتظم في الإناث غير المخصبات في سن الإنجاب من بعض أنواع الثدييات.
على الرغم من وجود بعض الاختلاف في التعريفات بين المصادر، يُعتبر الحيض بشكل عام محدودًا في الرئيسيات. وهو شائع في القرود العليا (قرود العالم القديم، قرود العالم الجديد، والقردة العليا)، ولكنه غير موجود تمامًا في الرئيسيات البدائية وربما يكون موجودًا بشكل ضعيف في الترسير. خارج الرئيسيات، يُعرف الحيض فقط في الخفافيش، زبابات الفيل، ونوع فأر شوكي Acomys cahirinus. الحيض الظاهر (حيث يحدث نزيف من الرحم عبر المهبل) يوجد بشكل رئيسي في البشر والأقارب المقربين مثل الشمبانزي.
تخضع إناث أنواع أخرى من الثدييات المشيمية لدورات الشبق، حيث يتم امتصاص بطانة الرحم بالكامل من قبل الحيوان (الحيض الخفي) في نهاية دورته الإنجابية. يعتبر العديد من علماء الحيوان أن هذا مختلف عن دورة الحيض "الحقيقية". يتم مراقبة الإناث من الحيوانات الأليفة المستخدمة في التكاثر — مثل الكلاب والخنازير والأبقار أو الخيول — للبحث عن علامات جسدية لفترة الشبق، مما يشير إلى أن الحيوان جاهز للتلقيح.

## الشبق والحيض
تقوم إناث معظم أنواع الثدييات بالإعلان عن خصوبتها للذكور من خلال إشارات سلوكية مرئية، الفرمونات، أو كليهما. تُعرف هذه الفترة من الخصوبة المعلنة باسم الشبق أو الحرارة. في الأنواع التي تمر بمرحلة الشبق، تكون الإناث عمومًا مستجيبة للتزاوج فقط أثناء فترة الشبق (باستثناء الدلافين). في دورات الشبق لمعظم الثدييات المشيمية، إذا لم يحدث إخصاب، يعيد الرحم امتصاص بطانة الرحم. يُطلق على هذا الانهيار لبطانة الرحم دون إفرازات مهبلية أحيانًا اسم الحيض الخفي. الحيض الظاهر (حيث يحدث تدفق دم من المهبل) يحدث بشكل رئيسي في البشر والأقارب التطوريين المقربين مثل الشمبانزي. بعض الأنواع، مثل الكلاب الأليفة، تعاني من كميات صغيرة من نزف المهبل أثناء اقترابها من الشبق؛ هذه الإفرازات لها سبب فسيولوجي مختلف عن الحيض.

### الإباضة الخفية
لا تعاني بعض الثدييات من علامات واضحة ومرئية للخصوبة. في البشر، بينما يمكن للنساء تعلم التعرف على مستوى خصوبتهن (الوعي بالخصوبة)، فإن ما إذا كان الرجال يمكنهم اكتشاف الخصوبة لدى النساء هو أمر محل نقاش؛ حيث قدمت الدراسات الحديثة نتائج متضاربة.
إنسان الغاب أيضًا لا تظهر عليه علامات واضحة للإباضة الوشيكة. أيضًا، قيل أن فترة الشبق الممتدة للبونوبو (حيث تكون الإناث في سن الإنجاب في حالة الشبق لمدة 75% من دورتها الشهرية) لها تأثير مشابه لعدم وجود "شبق" في الإناث البشرية.

### التطور
معظم إناث الثدييات لديها دورة الشبق، ولكن فقط عشر أنواع من الرئيسيات، وأربعة أنواع من الخفافيش، وزبابات الفيل، ونوع واحد معروف من الفأر الشوكي لديها دورة حيض. نظرًا لأن هذه المجموعات ليست مرتبطة بشكل وثيق، فمن المحتمل أن أربعة أحداث تطورية متميزة قد تسببت في ظهور الحيض.
هناك آراء مختلفة حول تطور الحيض الظاهر في البشر والأنواع ذات الصلة، والمزايا التطورية لفقدان الدم المرتبط بتفكيك بطانة الرحم بدلاً من امتصاصها، كما تفعل معظم الثدييات. السبب على الأرجح مرتبط بالاختلافات في عملية الإباضة.
معظم إناث الثدييات المشيمية لديها بطانة رحمية تتراكم عندما يبدأ الحيوان في الإباضة، ثم تزداد سمكًا وتدفقًا للدم بعد أن تزرع البويضة المخصبة بنجاح. تُعرف هذه العملية الأخيرة من التكثيف باسم التقرح، وعادة ما يتم تحفيزها بواسطة الهرمونات التي يطلقها الجنين. في البشر، يحدث التقرح تلقائيًا في بداية كل دورة حيضية، مدفوعًا بإشارات هرمونية من المبيضين. لهذا السبب، تصبح بطانة الرحم البشرية سميكة بالكامل خلال كل دورة كدفاع ضد اختراق الأرومة الغاذية لجدار بطانة الرحم، بغض النظر عما إذا كانت البويضة قد تم تخصيبها أو زرعها بنجاح في الرحم. هذا ينتج مواد غير ضرورية أكثر في كل دورة مقارنة بالثدييات غير الحيضية، مما قد يفسر سبب عدم امتصاص هذه المواد الزائدة كما تفعل تلك الأنواع. في جوهر الأمر، تعامل الحيوانات الحيضية كل دورة كحمل محتمل من خلال تكثيف الطبقة الواقية حول جدار بطانة الرحم، بينما لا تبدأ الثدييات المشيمية غير الحيضية عملية الحمل حتى تزرع البويضة المخصبة في جدار الرحم.
لهذا السبب، يُعتقد أن الحيض هو تأثير جانبي للتقرح التلقائي، الذي تطور في بعض الثدييات المشيمية بسبب مزاياه مقارنة بالتقرح غير التلقائي. يسمح التقرح التلقائي بمزيد من التحكم الأمومي في الصراع بين الأم والجنين من خلال زيادة الانتقائية تجاه الجنين المزروع. قد يكون هذا ضروريًا في البشر والرئيسيات الأخرى، بسبب العدد الكبير بشكل غير طبيعي من الاضطرابات الجينية في هذه الأنواع. نظرًا لأن معظم أحداث عدم توازن الصبغيات تؤدي إلى الإجهاض أو الولادة الميتة، فإن هناك ميزة تطورية لإنهاء الحمل مبكرًا بدلاً من تغذية جنين سيجهض لاحقًا. هناك أدلة تُظهر أن بعض التشوهات في الجنين النامي يمكن اكتشافها بواسطة خلايا بطانة الرحم اللحمية في الرحم، ولكن فقط عند التمايز إلى خلايا تقرحية. يؤدي هذا إلى تغيرات جينية تمنع تكوين المشيمة، مما يمنع الجنين من الزرع ويتركه ليتم إزالته في الحيض التالي.[بحاجة لمصدر أفضل] هذا الوضع الآمن غير ممكن في الأنواع التي يتم فيها التحكم في التقرح بواسطة محفزات هرمونية من الجنين. يُشار إلى هذا أحيانًا باسم نظرية الرحم الانتقائي، ويُعتقد أن هذه الإيجابية تفوق الآثار السلبية للحيض في الأنواع ذات معدلات عالية من عدم توازن الصبغيات وبالتالي عدد كبير من الأجنة "المحكوم عليها بالفشل".

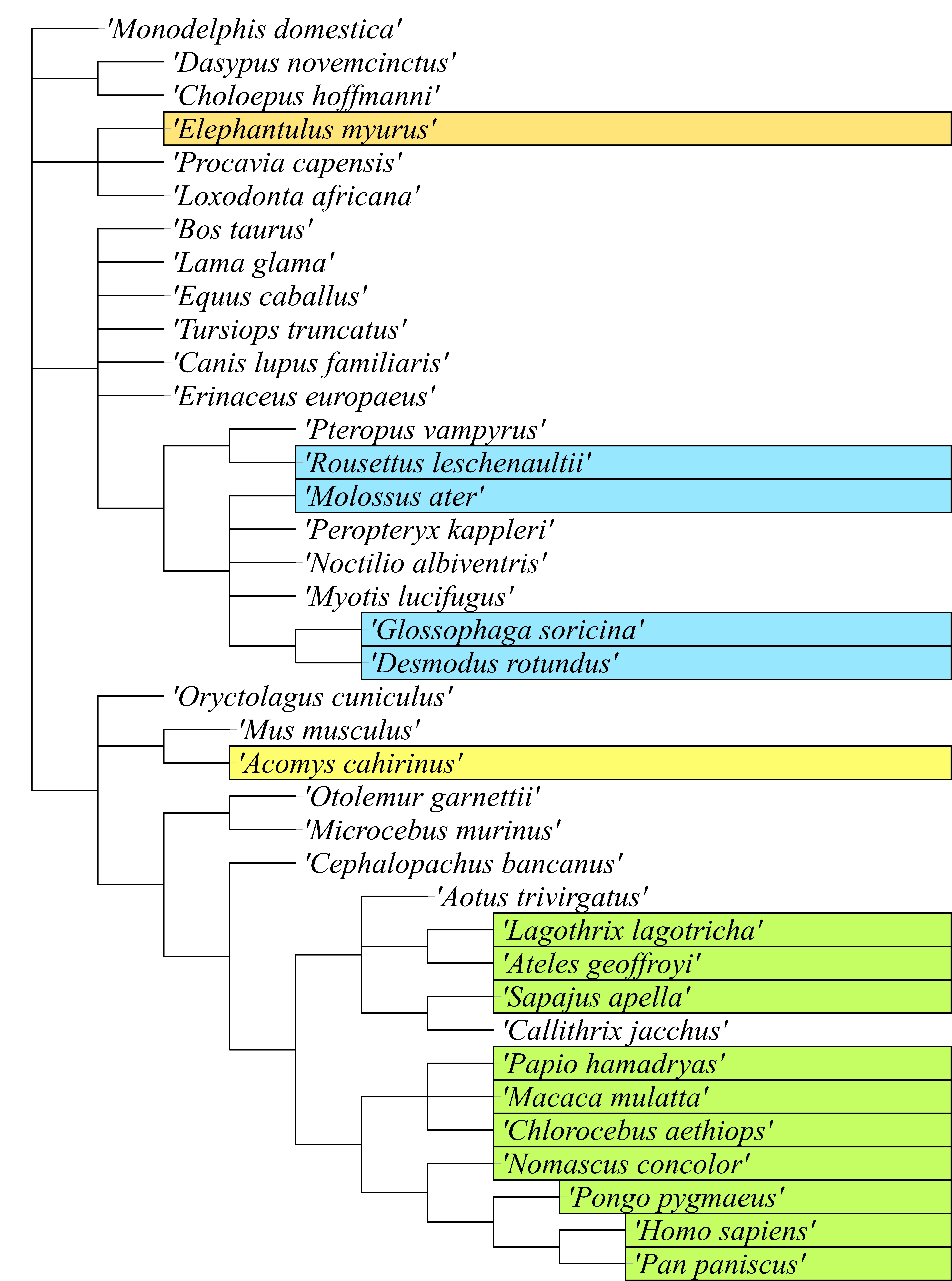
شجرة تطورية للثدييات الحيضية وبعض الثدييات غير الحيضية. يشير كل لون إلى حدث تطوري متقارب: الأخضر، الرئيسيات؛ الأزرق، الخفافيش؛ البرتقالي، الوحشيات الأفريقية؛ الأصفر، القوارض.

## دورات الشبق في الحيوانات
ستقوم الأنثى بالإباضة تلقائيًا وتكون مستعدة للتزاوج مع الذكر (تعبر عن الشبق) على فترات محددة بيولوجيًا. تكون الأنثى مستجيبة للذكور فقط أثناء فترة الشبق.
لتربية الماشية، هناك عدد من المزايا التي يمكن الحصول عليها من خلال إيجاد طرق لحث الإباضة على جدول زمني مخطط، وبالتالي مزامنة دورة الشبق بين العديد من الإناث. إذا كان يمكن تربية الحيوانات على نفس الجدول، فإن ذلك يزيد من الراحة لمالك الماشية، حيث ستكون الحيوانات الصغيرة في نفس المرحلة من التطور. أيضًا، إذا تم استخدام التلقيح الاصطناعي (AI) للتربية، يمكن استخدام وقت فني التلقيح الاصطناعي بشكل أكثر كفاءة، من خلال تربية عدة إناث في نفس الوقت. من أجل تحفيز الشبق، تم تجربة مجموعة متنوعة من التقنيات في السنوات الأخيرة، تشمل طرقًا أكثر طبيعية وطرقًا تعتمد على الهرمونات. تختلف طرق حقن أو إعطاء الهرمونات للماشية في التكلفة ومعدلات النجاح.
متوسط طول (بالأيام) لفترات الشبق ودورات الشبق:
| النوع         | الشبق | الدورة |
| ------------- | ----- | ------ |
| الفأر، الجرذ  | 0.5   | 4      |
| الهامستر      | 1     | 4      |
| الأرنب        | 2     | 4      |
| خنزير غينيا   | 0.5   | 16     |
| الخروف        | 2     | 17     |
| الماعز        | 3     | 20     |
| الأبقار       | 0.5   | 21     |
| الخنزير       | 2     | 21     |
| الحصان        | 5     | 21     |
| الفيل         | 4     | 22     |
| الكنغر الأحمر | 3     | 35     |
| الأسد         | 9     | 55     |
| الكلب         | 7     | 60     |

## روابط خارجية
- Rasby، Rick؛ Vinton، Rosemary. "Estrous Cycle Learning Module". مؤرشف من الأصل في 2024-10-04.
- Mottershead، Jos. "The Mare's Estrous Cycle". مؤرشف من الأصل في 2021-12-03.
- May، Jerry؛ Bates، Ron. "Managing the Sow and Gilt Estrous Cycle". مؤرشف من الأصل في 2016-03-09.